# Кільцемка
Кільце́мка (рос. Кильцемка) — річка в Удмуртії (Увинський та Вавозький райони), Росія, права притока Уви.
Довжина річки становить 22 км. Бере початок південний схід від присілку Сюровай. Протікає спочатку на південний схід, біля колишнього присілку повертає на південь, потім плавно повертає на південний захід. Впадає до Уви нижче присілку Ольховка, після якого ще й протікає територією Вавозького району. Береги заліснені, місцями заболочені. Приймає декілька дрібних приток. Збудовано ставки, найбільший з яких біля присілку Ольховка площею 0,16 км².
Над річкою розташовано присілок Ольховка.